# Fordia
Fordia là một chi rau đậu thuộc họ Fabaceae. 
Nó gồm các loài:
- Fordia incredibilis
- Fordia lanceolata
- Fordia ophirensis
- Fordia pauciflora